# 1632 Sieböhme
Az 1632 Sieböhme (ideiglenes jelöléssel 1941 DF) a Naprendszer kisbolygóövében található aszteroida. Karl Wilhelm Reinmuth fedezte fel 1941. február 26-án, Heidelbergben.